# Analecta Augustiniana
Die 1905 gegründete und im Jahr 1906 erstmals erschienene Zeitschrift Analecta Augustiniana erschien anfangs unter dem Titel Analecta Augustiniana. Divo parenti Augustino dicata, Institutum Historicum Ord. S. Augustini. Die Zeitschrift ist historisch-kulturell ausgerichtet und befasst sich ausschließlich mit der Veröffentlichung von Quellen und Studien zur Geschichte des Augustinerordens, zu Leben und Werken seiner berühmtesten Mitglieder und dem Denken seiner herausragenden Angehörigen.

## Ausgaben
- Digitalisat von Bd. 1, erschienen 1906
- Bd. 2, 1907–1908
- Bd. LXXXII, 2019, academia.edu
- LXXXVII, 2024

## Belege
1. ↑  Analecta Augustiniana. Divo parenti Augustino dicata, Institutum Historicum Ord. S. Augustini Eintrag im OPAC.